# فرودگاه بین‌المللی پالانگا
فرودگاه بین‌المللی پالانگا (به انگلیسی: Palanga International Airport) (به زبان بومی: Palangos oro uostas) یک فرودگاه همگانی با کد یاتا PLQ است که یک باند فرود ۲۲۸۰ دارد و طول باند آن ۷۴۷۸ متر است. این فرودگاه در شهر کلایپدا کشور لیتوانی قرار دارد و در ارتفاع ۱۰ متری از سطح دریا واقع شده‌است.

## شرکت‌های هواپیمایی و مقصدهای پروازی
| شرکت‌های هواپیمایی           | مقصدهای پروازی             |
| --------------------------- | -------------------------- |
| ایربالتیک                   | ریگا                       |
| بلاویا                      | فصلی: مینسک                |
| لوت پولیش ایرلاینز          | فصلی: شوپن ورشو            |
| نروجین ایر شاتل             | گاردرموئن اسلو             |
| RusLine                     | فصلی: دوموده‌دوو، پالکوو    |
| رایان‌ایر                    | استانستد لندن فصلی: گلاسگو |
| هواپیمایی اسکاندیناوی       | کپنهاگ                     |
| هواپیمایی بین‌المللی اوکراین | فصلی: بوریسپیل             |
| ویز ایر                     | لوتن لندن                  |